# Horsens Statsfængsel
Det tidligere Horsens Statsfængsel, tidligere kaldet Horsens Straffeanstalt, blev taget i brug i 1853, som det første fængsel i Danmark opført på grundlag af rationalitetstankegang med isolationsfængsling, som afløser for uhumske middelalderlige forhold. Det husede op til 400:75 mandlige fanger dømt efter en straffelov, som gennem tiderne ændrede sig med samfundets skiftende krav til straf og forbedring. I 153 år fulgte bygningen med udviklingen, men i 2006 var det slut, og porten lukkede sig efter den sidste fange. Fængslet genåbnede i 2012 som oplevelsesvirksomheden FÆNGSLET. På få år er det lykkedes FÆNGSLET at skabe en både national og international anerkendt ramme for kultur og events. FÆNGSLET lægger i dag hus til både et prisbelønnet fængselsmuseum, overnatning, café, iværksætteri, store koncerter, kunst- og kulturfestivaler og erhvervskonferencer.
Blandt de mange navne, der har lagt vejen forbi, er Metallica, Rasmus Seebach og Rammstein. Ligeledes afholdes både Prison Ink, Krimimessen, Julemesse og Europæisk Middelalderfestival også på FÆNGSLET.

## Fængslets historie
Efter at Det Slesvigske Kyrasserregiment blev nedlagt i 1842, mistede Horsens sin daværende status som garnisonsby. Det gav mange afskedigelser, og som en kompensation for dette anmodede bystyret om at få et planlagt jysk tugthus til byen. Opførelsen af dette startede i 1847, Horsens Statsfængsel dengang Horsens Tugthus, blev taget i brug i 1853. Dette førte til nye statslige arbejdspladser, indtil 1857 var det dog soldater fra Fredericia der skulle passe på fangerne, herefter kom fængslets egne vagthold.
Fra omkring 1860 til 1916 havde statsfængslet en aftale med tekstilvirksomheden Crome & Goldschmidt, om at deres fabrikker kunne bruge fangernes arbejdskraft.
I forbindelse med den nye straffelov af 1930, hvor tugt- og forbedrings-huse ophørte med at eksistere, og blev til 'fængsler', skiftede Horsens Tugthus navn til Horsens Statsfængsel.

### Sidste halshugning i Danmark
I 1892 var Horsens ramme for den sidste halshugning i Danmark og dermed den sidste henrettelse for forbrydelser begået i fredstid. Det var Jens Nielsen, der efter en kort mistrøstig tilværelse måtte lade livet i gården i Statsfængslet. Som syvårig kom han i 1870 på fattiggård, og inden han fyldte ti år endte han på opdragelsesanstalt på grund af nogle små-tyverier. Sin første straf, 25 slag ris for tyveri, fik han som femtenårig, og da han i 1879 påsatte to alvorlige brande, medførte dette en dom på to års forbedringshus. Herefter blev han hjulpet til Canada, men vendte senere tilbage til Danmark. Senere blev han idømt 16 års tugthus for tyveri og anstiftelse af brand på fem gårde.
Jens Nielsen nærede et voldsomt had til myndighederne, og hans eneste ønske var at dø ved dødsstraf. I fængslet i Horsens overfaldt han i tre tilfælde fængselsbetjente for at blive straffet. De to første gange blev han dødsdømt, men straffen blev ændret til livstidsstraf. Tredje gang lykkedes hans forehavende, og 8. november 1892 kunne Danmarks sidste aktive skarpretter Theodor Seistrup, hæve den tunge skarpretterøkse over hans hals.

### Lorentzens flugt
Carl August Lorentzen flygtede i 1949. En sikkerhedsforvaringsdom og kærlighedsproblemer fik ham til at præstere det umulige. Ene mand dybt under fængslet gravede han en tunnel ud mod friheden. Beskeden, han efterlod, var ikke til at misforstå:
| Citat | Hvor der er en Vilje, der er der ogsaa en Vej | Citat |
|       |                                               |       |

Arbejdet med tunnelen var et kolossalt slid. Lorentzen startede med en stoppenål og en ukuelig vilje. 11 måneder senere flygtede han gennem et imponerende stykke ingeniørarbejde lavet uden ordentligt værktøj, plantegninger eller fysisk overskud. Dagene brugte han på at være fange, nætterne på at finde veje og udveje gennem mure, fundamenter, 18 meter sandet jord, mørke og iltmangel. Når han mistede orienteringen, rettede han linjeføringen op. Når tunnelen styrtede sammen bag ham, gravede han sig fri og brugte 600 brædder og 800-900 mursten til afstivning. Når han manglede værktøj, lånte han af fængslet eller lavede nøgler efter hukommelsen. Han blev fanget, men var helt stolt af sit håndværk.
Den 22. december 1949 krøb Lorentzen for sidste gang gennem tunnelen, kravlede op i inspektørens kartoffelkælder og flygtede.
11 måneder og 4 dage. Så lang tid brugte Lorentzen på at forberede flugten. I fængslet opdagede fængselsbetjent Skov morgenen efter den tomme seng i Lorentzens celle. Politiet i alle større danske byer blev straks informeret. Lorentzens signalement, fra næsens størrelse til tatoveringer, blev annonceret i Pressens Radioavis. Imens lå Lorentzen på et høloft i Ølsted tæt på Horsens. Efter syv dage, med småtyverier fra spisekammeret på gården, lagde gårdejeren og to medhjælpere sig på lur, og Lorentzen blev pågrebet. Han var syg og forkommen og blev ført til fængslets sygeafdeling. En måned senere fik han en disciplinærstraf på to måneders strafcelle for ødelæggelse og tyveri af fængslets inventar og for selve flugten.

### Horsens Statsfængsel i dag
I 2006 blev det nye statsfængel (Statsfængslet Østjylland) på Enner Mark uden for Horsens åbnet for indsatte. Fangerne fra det gamle Horsens Statsfængel og andre fængsler i Danmark blev i efteråret 2006 flyttet til dette nye topsikre fængsel. Efterfølgende arbejdede Horsens Kommune og statens ejendomsselskab Freja Ejendomme A/S sammen om planer om at åbne bygningerne som en kultur- og museumsattraktion. Bygningerne var åbent for offentligheden i en 18 måneders periode i 2007-2008, hvorefter projektet og bygningerne blev købt af Tækker Group. Projektet blev dog hårdt ramt af finanskrisen og lå stille indtil i 2011, hvor Horsens Kommune og Freja atter indledte samarbejde med henblik på at åbne bygningerne som kulturinstitution. Fonden Fængslet har siden 2012 drevet stedet, der i dag bl.a. indeholder hotel, konference- og messefaciliteter og fængselsmuseum (drevet af Horsens Museum. Derudover har Fængslet et koncert- og eventområde med plads til 10.000-12.000 gæster. 6. juni 2012 spillede Metallica koncert for 40.000.

## Markante indsatte
- P.A. Alberti (1910-12)
- Werner Best
- Julius Framlev (Det borende X, 1931-33)
- Mozart Lindberg
- Roland Møller
- Adolph Philipsen (1890-1904/5)
- John Walther Rasch (1981-93)
- Julius Rasmussen (1886-89)

## Fængslet i fiktion
- Filmen R foregår i fængslet.
- I 1990'erne blev der i De Nattergales sang "Han sku' helt ha' ladt vær'" refereret til Horsens Statsfængsel. Sangen er en humoristisk fortælling om at lade sig friste til forbrydelse.
- Hovedpersonen i Svend Åge Madsens roman Tugt og utugt i mellemtiden undslipper i historiens begyndelse fra Horsens Statsfængsel.

## Eksterne links
- faengslet.dk
- faengslet2.dk Arkiveret 11. december 2019 hos  Wayback Machine
- Kirkesal i Horsens Statsfængsel - danmarkskirker.natmus.dk